# Karel Muldermans
Karel (Charles-Joseph) Muldermans (Leuven, 10 november 1832 – Charleroi, 30 oktober 1910) was een Belgisch componist, dirigent, kornettist, violist en leraar. Hij is de oom van de componist en kapelmeester Justin Muldermans (1843-1921).

## Levensloop
Muldermans kreeg van zijn oudere broer Pieter, die muziekleraar was, eerste muziekles. Op negenjarige leeftijd verzorgde hij eerste optredens als violist. Hij richtte korte tijd later een orkest op, dat hij zelf dirigeerde. Hij verhuisde vervolgens naar Engeland, maar kwam samen met zijn broer Pieter in 1849 totaal verarmd terug naar België. Zij vestigden zich in Jumet en waren werkzaam als muziekleraren aan het gemeentelijke college. Hij werd kornettist in de plaatselijke harmonie. In 1850 werd hij lid van de militaire muziekkapel van het 2e Lansiersregiment in Namen. Toen de muziekkapel overgeplaatst werd naar Brugge studeerde hij harmonie bij Louis Hubené (stadsbeiaardier) en Jules Busschop. Omdat de muziekkapel opnieuw overgeplaatst werd naar Tienen nom hij ontslag bij het militair. 
Vanaf 1866 was hij leraar aan de middelbare school in Pâturages. In dit dorp werd hij tevens dirigent van de plaatselijke muziekvereniging. In 1874 werd hij eveneens dirigent van de nieuw opgerichte fanfare van het 1e Jagersregiment te Voet en kwam daardoor opnieuw in militaire dienst. Nadat de muziekkapel overgeplaatst werd naar Bergen werd Muldermans directeur van de muziekschool in Nimy en aldaar tevens dirigent van het harmonieorkest. Het garnizoen wisselde opnieuw naar Hasselt en hij werd ook dirigent van de stadsharmonie en leider van de stedelijk muziekschool (1882-1884). In 1883 verhuisde de muziekkapel naar Charleroi en aldaar werd Muldermans eveneens dirigent van het harmonieorkest. In 1896 ging hij met pensioen en werd opgevolgd als dirigent van de militaire fanfare door Jean-François De Ridder.
Naast bewerkingen van klassieke muziek voor harmonie- en fanfareorkest, zoals de ouverture tot de opera Les Dragons de Villars van Louis-Aimé Maillart heeft Muldermans werken gecomponeerd voor orkest, harmonie- en fanfareorkest, kerkmuziek en kamermuziek. 

## Composities

### Werken voor orkest
- 1903 Concertino No. 3, voor viool en orkest
- Lof, voor groot orkest

### Werken voor harmonie- en fanfareorkest
- Eerste Fantasie, voor harmonieorkest
- Fantasie, voor fanfareorkest
- Fantasie brillante, voor altsaxofoon en harmonieorkest
- Mars van het 1e Regiment Jagers te Voet (Marche du 1er Régiment de Chasseurs à pied) (gebaseerd op een thema uit de opera "Fra Diavolo" van Daniel-François-Esprit Auber)
- Mes adieux, mars
- Promenade militaire

### Missen en andere Kerkmuziek
- Ave Maria
- Mis
- Une scène à Lorette, lyrisch drama

### Kamermuziek
- Air varié, voor saxofoonkwartet
- Fantaisie variée, voor dwarsfluit, altsaxofoon en piano
- Fantaisie, voor kornet en piano
- Six Récréations Concertantes, voor viool en piano
- Twee serenades, voor viool en piano

## Publicaties
- Theorie der tonen en tonnaarden, 1867.
- Théorie de la mesure, 1887.